# 国民議会 (ボツワナ)
国民議会（こくみんぎかい、英語: National Assembly）は、ボツワナの立法府である。
一院制で、定数65。任期は5年間。